# Robyn Lambird
Robyn Lambird   (Darlington, 19 de gener de 1997) competeix per Austràlia en atletisme adaptat. Va guanyar una medalla de bronze en la competició de 100 m T34 femenins dels Jocs Paralímpics d'estiu de 2020. Els Jocs de Tòquio van ser els primers on van participar esportistes de gènere no-binari i Lambird va ser qui va guanyar-ne la primera medalla.

## Biografia
Robyn Lambird va néixer a Anglaterra però es va traslladar a Perth, Austràlia Occidental en la seva infància. Als 9 anys, va rebre el diagnòstic de paràlisi cerebral infantil i va sotmetre's a una intervenció quirúrgica per allargar els isquiotibials i els tendons d'Aquil·les.
A més de dedicar-se a l'esport, ha aparegut en diverses campanyes publicitàries com a imatge de marques de roba i complements esportius. L'atleta es declara de gènere no-binari i utilitza els pronoms anglesos they/them i she/hers.

## Carrera esportiva
Lambird pertany a la categoria T34 d'esports adaptats. Va jugar a rugbi i bàsquet en cadira de rodes, abans de començar a practicar atletisme l'any 2016. Al Gran Premi Mundial d'Atletisme adaptat de 2018, celebrat a Suïssa, va classificar-se en segona posició en els 100 m T34 femenins i va ser quarta en els 200 m. Als Campionats del Món de 2019, Lambird va acabar en cinquena posició en la competició de 100 m.
L'esportista d'Austràlia va guanyar el bronze en els 100 m T34 femenins dels Jocs Paralímpics d'estiu de 2020, amb un temps de 18,68 segons, convertint-se en la primera persona paralímpica no-binària en guanyar una medalla. Robyn va ser part del trio d'atletes de gènere no-binari en disputar els Jocs de Tòquio, juntament amb Maz Strong i Laura Goodkind.
En els Jocs de la Commonwealth de 2022, va finalitzar en el quart lloc de la cursa dels 100 m T34 femenins.